# Вінігар-Бенд
Вінігар-Бенд (англ. Vinegar Bend) — переписна місцевість (CDP) в США, в окрузі Вашингтон штату Алабама. Населення — 178 осіб (2020).

## Географія
Вінігар-Бенд розташований за координатами 31°15′33″ пн. ш. 88°22′2″ зх. д. / 31.25917° пн. ш. 88.36722° зх. д. (31.259093, -88.367264).  За даними Бюро перепису населення США в 2010 році переписна місцевість мала площу 24,54 км², з яких 24,48 км² — суходіл та 0,05 км² — водойми.

## Демографія
Згідно з переписом 2010 року, у переписній місцевості мешкали 192 особи в 80 домогосподарствах у складі 47 родин. Густота населення становила 8 осіб/км².  Було 95 помешкань (4/км²).
Расовий склад населення:
| - 79,2 % — чорних або афроамериканців - 15,1 % — білих - 2,6 % — корінних американців - 0,5 % — азіатів |

До двох чи більше рас належало 2,6 %. Частка іспаномовних становила 0,0 % від усіх жителів.
За віковим діапазоном населення розподілялося таким чином: 28,1 % — особи молодші 18 років, 54,7 % — особи у віці 18—64 років, 17,2 % — особи у віці 65 років та старші. Медіана віку мешканця становила 40,0 року. На 100 осіб жіночої статі у переписній місцевості припадало 95,9 чоловіків;  на 100 жінок у віці від 18 років та старших — 89,0 чоловіків також старших 18 років.
Середній дохід на одне домашнє господарство  становив 88 550 доларів США (медіана — 77 083), а середній дохід на одну сім'ю — 88 550 доларів (медіана — 77 083). 
Цивільне працевлаштоване населення становило 68 осіб. Основні галузі зайнятості: виробництво — 61,8 %, освіта, охорона здоров'я та соціальна допомога — 29,4 %, науковці, спеціалісти, менеджери — 8,8 %.